# Jack Hutchins
James William Milton Hutchins (ur. 8 czerwca 1926 w Vancouver, zm. 8 kwietnia 2008 w West Vancouver) – kanadyjski lekkoatleta, średniodystansowiec, medalista igrzysk Imperium Brytyjskiego w 1950.
Odpadł w półfinale biegu na 800 metrów oraz w eliminacjach biegu na 1500 metrów na igrzyskach olimpijskich w 1948 w Londynie.
Zdobył srebrny medal w biegu na 880 jardów (za Johnem Parlettem z Anglii, a przed swym kolegą z reprezentacji Kanady Billem Parnellem) na igrzyskach Imperium Brytyjskiego w 1950 w Auckland. Na tych samych igrzyskach także zajął 8. w biegu na milę oraz 5. miejsce w sztafecie 4 × 440 jardów.
Zajął 4. miejsce w sztafecie 4 × 400 metrów oraz odpadł w półfinale biegu na 800 metrów na igrzyskach olimpijskich w 1952 w Helsinkach. Odpadł w eliminacjach biegu na 880 jardów na igrzyskach Imperium Brytyjskiego i Wspólnoty Brytyjskiej w 1954 w Vancouver. 
Hutchins był mistrzem Kanady w biegu na 440 jardów 1951, w biegu na 880 jardów w 1947, w biegu na 800 metrów w 1948 i biegu na milę w 1949 oraz wicemistrzem  w biegu na 880 jardów w 1951, w biegu  na 800 metrów w 1952 i w biegu na 1500 metrów w 1948.
Był rekordzistą Kanady w sztafecie 4 × 400 metrów z czasem 3:09,3 uzyskanym 27 lipca 1952 w Helsinkach.
Rekordy życiowe Hutchinsa:
- bieg na 440 jardów – 49,5 (1951)
- bieg na 800 metrów – 1:50,6 (14 czerwca 1952, Berkeley)
- bieg na 1500 metrów – 3:54,4 (15 sierpnia 1948, Londyn)